# Novoland: The Castle in the Sky
Novoland: The Castle in the Sky (chino: 九州·天空城, pinyin: Jiu Zhou Tian Kong Cheng) es una serie de televisión china transmitida del 20 de julio de 2016 hasta el 1 de septiembre del mismo año por Jiangsu Television (Jiangsu TV).
Ambientada en un mundo antiguo (Novoland) donde la humanidad está separada en varias razas, la serie se centra en las ásperas relaciones entre la poderosa Tribu Ren (Humana) y la Tribu Yu (Ala).

## Sinopsis
En la antigüedad, debido a su capacidad de volar, los miembros de la tribu Yu son considerada como dioses por todos. Para envidia de los demás, la tribu vive lejos de la gente en lo alto de las montañas, ocupados construyendo un castillo en el cielo. 
Un día, cuando el castillo explota y provoca un alboroto entre la tribu Yu, la joven Yi Fuling, quien había ido a conocer el castillo, es señalada erróneamente como la sospechosa, sin embargo el rey de la tribu Yu, Feng Tianyi, hace todo lo posible para salvarla y protegerla, ya que cree en su inocencia. Mientras investigan lo sucedido, descubren que el verdadero responsable es una facción de la tribu Yu, que está tratando de comenzar una guerra contra los humanos y así expandir su control. 
Cuando Tianyi comprende la fuente del resentimiento, él y Fuling se proponen terminar con la creciente hostilidad y la guerra inminente, mientras que en el proceso terminan enamorándose.

## Reparto

### Personajes principales
| Actor                     | Personaje     | Episodios | Notas |
| ------------------------- | ------------- | --------- | --- |
| Zhang Ruoyun Ye Chengtong | Feng Tianyi   | 29        | Es el Rey de la tribu Yu. Debido a su origen familiar superior, Tianyi es un hombre mimado y dominante, pero poco a poco cambia debido al amor que siente por Yi Fuling. Debido a que nació de una madre humana, no pudo desarrollar sus alas.                                                                      |
| Guan Xiaotong             | Yi Fuling     | 29        | Es la reencarnación actual del Hada de las Flores Xing Liu. Es una joven inocente y amable, que prefiere sacrificarse por los demás, en vez de verlos sufrir. Cuando conoce a Feng Tianyi se enamora de él. |
| Chen Ruoxuan              | Yu Huanzheng  | -         | Es el medio hermano de Xue Feishuang, un joven talentoso y obsesionado con las trampas y los mecanismos. |
| Liu Chang                 | Bai Tingjun   | -         | Es el Príncipe Heredero de la Tribu Humana, así como el amigo de la infancia de Yi Fuling. Está profundamente enamorado de ella, pero no puede estar con ella debido a una maldición que el padre de Fuling le impuso cuando era joven.                                                                             |
| Ju Jingyi                 | Xue Feishuang | -         | Es la Princesa del clan Yu y la amiga de la infancia de Feng Tianyi, está enamorada de él, sin embargo él no le corresponde. Aunque al inicio es una joven noble, elegante y hermosa, pronto se vuelve en una mujer manipuladora debido a los celos que siente por Yi Fuling, ya que Tianyi está enamorado de ella. |

### Personajes secundarios

#### Tribu Yu
| Actor       | Personaje      | N.º de episodios | Notas |
| ----------- | -------------- | ---------------- | --- |
| Zhang Luyi  | Ji Shu         | -                | Es el maestro de trampas y mecanismos de la Tribu Yu Tribe. Aunque estaba enamorado de Bai Xue, tuvo que abandonarla debido a las diferencias entre sus razas.                                            |
| Liu Junxiao | Xue Lin        | -                | Es el hermano de Xue Feishuang, un importante ministro de la Tribu Yu, que abusa de su posición, su autoridad y poder. Aunque planea asesinar a Feng Tianyi y usurpar el trono, sus planes son detenidos. |
| Jia Zhengyu | Xiang Congling | -                | Es un miembro del equipo élite de la Tribu Yu, quien está enamorado de Xue Feishuang. |
| Wei Yankan  | Yue Yunqi      | -                | Es un miembro del equipo élite de la Tribu Yu, así como un leal amigo de Feng Tianyi y Xue Feishuang. |
| Zhao Jian   | Feng Ren       | -                | Es el tío de Feng Tianyi y el regente de la Tribu Yu. |
| Zhou Yifan  | Yu Tongmu      | -                | Es un miembro del equipo élite de la Tribu Yu. |
| Wang Siyao  | Du Ruofei      | -                | Es un miembro del equipo élite de la Tribu Yu. |
| Dai Chao    | Pei Yu         | -                | |
| Gao Feng    | Xue Zhong      | -                | |
| Luo Youyue  | Xue Qian       | -                | Es la asistente de Xue Feishuang. |

#### Tribu Humana (Ren)
| Actor          | Personaje  | N.º de episodios | Notas |
| -------------- | ---------- | ---------------- | --- |
| Liu Min        | Bai Xue    | -                | Es la Reina de la Tribu Humana y la madre de Bai Tingjun. Estaba profundamente enamorada de Ji Shu, sin embargo cuando descubre que él la abandonó para huir con su asistente Lin Ruizhu, se convierte en una mujer vengativa y manda asesinar a Ruizhu. |
| Zhu Shengyi    | Bi Anhua   | -                | Es una asistente que está enamorada de Bai Tingjun. |
| Aliya (阿麗亞) | Xiong Tang | -                | Es una guerrera capaz y leal que sirve a Bai Xue. |
| Yang Chengjin  | Yi Qianji  | -                | Es el padre de Yi Fuling. Su verdadera identidad es Ji Shu disfrazado. |
| Tang Jingmei   | Lin Ruizhu | -                | Es la madre de Yi Fuling. Fue una de las asistentes de Bai Xue, antes de huir con Ji Shu y casarse con él. Más tarde es asesinada por Bai Xue después de dar a luz a Fuling.                                                                             |
| Li Guo         | Qi Luolin  | -                | Es un miembro de la familia real. |
| Wang Yujing    | Fang Yeyan | -                | Es un miembro de la familia real. |

#### Xing Chen Pavilion
| Actor      | Personaje   | N.º de episodios | Notas                                                              |
| ---------- | ----------- | ---------------- | ------------------------------------------------------------------ |
| Wen Jiang  | Xing Guxuan | -                | Es un mayor del pabellón Xing Chen, así como el maestro de Ji Shu. |
| Cui Peng   | Xing Yinchi | -                | Es el jefe del pabellón Xing Chen.                                 |
| Ma Qiguang | Xing Yufei  | -                | Es el instructor del pabellón Xing Chen.                           |

#### Secta Tian Ji
| Actor      | Personaje   | N.º de episodios | Notas |
| ---------- | ----------- | ---------------- | --- |
| Han Qing   | Tian Yazi   | -                | Es el maestro de Feng Tianyi, quien más tarde después de que Tianyi ascendiera al trono se convierte en el primer ministro de la Tribu Humana. |
| Yan Junlin | Tian Ziji   | -                | |
| Guo Peini  | Gu Shenghua | -                | |

### Otros personajes
| Actor               | Personaje | N.º de episodios | Notas                                                               |
| ------------------- | --------- | ---------------- | ------------------------------------------------------------------- |
| Zhang Ruyi (张鲁一) | Ji Kou    | -                |                                                                     |
| Lin Jieni           | Shao Wu   | -                | Es el Hada de las Flores Xing Liu, quien está enamorada de Pian Yu. |
| Ji Xiaobing         | Pian Yu   | -                | Es el Jefe de la Tribu Humana, quien está enamorado de Shao Wu.     |
| Kuang Can (匡灿)    | Xue Yan   | -                |                                                                     |
| Li Pingan           | Feng Mo   | -                |                                                                     |
| Cheng Cheng         | Xue Jin   | -                |                                                                     |
| Shi Xuanru (侍宣如) | Xue Qing  | -                |                                                                     |
| Wang Gege (王格格)  | Yi Fuling | -                |                                                                     |

## Episodios
La  primera temporada de la serie estuvo conformada por 29 episodios.

### Secuela / spin-off
En el 2020 se estrenó la secuela de la serie titulada "Novoland: Castle in the Sky 2" (九州·天空城 2), la cual seguirá la historia de Feng Ruche (la hija de Feng Tianyi y Yi Fuling), y de Xue Jingkong, el mago más grande de Lanzhou.

## Música
El soundtrack de la serie está conformada por 3 canciones:
La canción de cierre fue "Big Dreamer" interpretada por el grupo TFBOYS (Jackson Yee, Karry Wang y Roy Wang).
| No. | Artista (as)  | Canción                     | Compositor (es)        | Letrista    | Notas               |
| --- | ------------- | --------------------------- | ---------------------- | ----------- | ------------------- |
| 1   | Ju Jingyi     | "Drunk Fei Shuang" (醉飞霜) | Gao Weiran y Sun Pei   | Ni Shanshan | (canción insertada) |
| 2   | Guan Xiaotong | "Music Dream" (音夢)        | Gao Weiran y Zhong Lei | Huang Xing  | (canción insertada) |
| 3   | TFBOYS        | "Big Dreamer" (大夢想家)    | Liu Jia                | Wang Yunyun | (canción de cierre) |

## Premios y nominaciones
| Año  | Categoría              | Premio                                      | Nominado (a)                      | Resultado |
| ---- | ---------------------- | ------------------------------------------- | --------------------------------- | --------- |
| 2017 | Best Actress (Ancient) | 22nd Huading Award                          | Guan Xiaotong                     | Nominada  |
| 2016 | Best Actress           | 7th Macau International Television Festival | Guan Xiaotong                     | Ganó      |
| 2016 | Top 10 Online Dramas   | 2016 ENAward                                | "Novoland: The Castle in the Sky" | Ganó      |

## Producción
La serie está basada en una historia original creada por Shanghai Film Media Asia y Tencent Penguin Pictures.
Fue dirigida por Yang Lei (杨磊), Chen Jialin (陈家霖), Lu Beike y Han Qing; quien contó con los guionistas Zhang Tan (张炭), Li Yujie (李俞洁), Yang Zhili (杨之立) y Ni Shanshan (倪姗姗). Mientras que la producción estuvo a cargo de los productores Fan Feifei (樊斐斐), Fang Fang y Huang Xing.
La serie contó con el apoyo de las compañías de producción "Tencent Penguin Pictures" y "Shanghai Film Media Asia".

### Popularidad
A su emisión final la serie contaba con más de 1.600 millones de visitas.

### Distribución internacional
| País (es) | Cadena (as)       | Fecha de emisión (horario)                                                          | Notas |
| --------- | ----------------- | ----------------------------------------------------------------------------------- | ----- |
| Malasia   | 8TV               | 10 de octubre de 2017 (lunes a viernes a las 17:00)                                 |       |
| Tailandia | Channel 9 MCOT HD | 4 de noviembre de 2017 - 3 de diciembre de 2017 (sábados y domingos de 14:00-16:00) |       |